# Klasztor Chrysoroyiatissa
Klasztor Chrysoroyiatissa – prawosławny męski klasztor w odległości 40 km na północny wschód od Pafos, w metropolii Pafos Cypryjskiego Kościoła Prawosławnego.
Patronką monasteru jest Matka Boża, nazwana Naszą Panią Złotego Granatu. Klasztor położony jest na wzniesieniu o wysokości 610 m n.p.m. Początki wspólnoty sięgają XII wieku, kiedy został założony przez mnicha Ignatiusa. W XVII wieku klasztor został zniszczony przez wojska osmańskie. Obecny wygląd monaster otrzymał po przebudowach w czasie ostatnich 100 lat.
W klasztorze znajduje się szereg otoczonych kultem ikon, jak również wykonana ze srebra figura Maryi.
Mnisi monasteru zajmują się produkcją wina.